# E morì con un felafel in mano
E morì con un felafel in mano (He Died with a Felafel in His Hand) è un film del 2001 diretto da Richard Lowenstein, e ispirato all'omonimo romanzo di John Birmingham, tradotto in italiano da Sandra Bordigoni, pubblicato in Italia da Fandango Libri, divisione della Fandango Srl che ha successivamente acquisito i diritti di distribuzione della pellicola in Italia.
Il romanzo si compone di una serie di aneddoti, ambientati a Brisbane e in altre città australiane, sulla convivenza con numerosi e improbabili coinquilini. L'adattamento cinematografico si concentra sulle abitazioni numero 47, 48 e 49 del protagonista, Danny (interpretato da Noah Taylor).

## Trama
Il film si apre con la morte di Flip, rinvenuto dal suo coinquilino Danny seduto davanti alla tv con un falafel in mano. La successiva ora e quaranta ci presenta un flashback che descrive un arco di tempo di circa nove mesi, durante i quali il protagonista si ritrova a cambiare tre abitazioni per i motivi più disparati, fra riti pagani, minacce della polizia, frodi e pittoreschi coinquilini.

## Colonna sonora
I brani originali della colonna sonora sono stati pubblicati nell'album He Died With a Felafel in His Hand (Music From The Feature Film), prodotto dalla Best Boy Records e distribuito da Festival Mushroom Records nel 2001.

### Tracce
1. Golden Brown - The Stranglers
2. Buy Me A Pony - Spiderbait
3. Muriels Wedding - Dialogo dal film
4. Run On - Moby
5. Ya Ya Ringe Ringe Raja - Goran Bregovic And Kolic Zlatko
6. Always On My Mind - Rick Charles And Cast
7. The Secret Weapon - Dialogo dal film
8. Dr Who (Cybermen Remix) - Pound System
9. Frigid Uptight Cold Icy - Dialogo dal film
10. La Valse - Les Négresses Vertes
11. La Dolce Vita - Nino Rota
12. Solstice Chant - The Melbourne University Choral Society
13. Tomorrow Belongs To Me - The Melbourne University Choral Society
14. The Passenger - Rowland S. Howard
15. Miss Sarajevo - U2 e Brian Eno (The Passengers)
16. Its The Police Sammy - Dialogo dal film
17. The Mercy Seat (Live) - Nick Cave and the Bad Seeds
18. Everloving - Moby
19. I Have Something To Declare - Dialogo dal film
20. Man Overboard (2001 Remix) - Deborah Conway feat. Wicked Beat
21. Drive - Paradise Motel
22. The Human Germ - Snog
23. And Dont Eat The Falafel - Dialogo dal film
24. Into My Arms - Nick Cave and the Bad Seeds
25. Theres Just One More Thing - Dialogo dal film
26. California Dreamin' - The Mamas & the Papas
27. Aulde Lang Syne - The Melbourne University Choral Society

## Riconoscimenti
- 2001 - The New York International Independent Film & Video Arts Festival
  - Grand Jury Prize al miglior lungometraggio

## Citazioni
- Quasi alla fine del film, dopo avergli passato una sigaretta da sotto la porta, Anya racconta a Danny la trama del film Solaris di Tarkovskij.
- All'inizio del film, i protagonisti discutono della presunta omosessualità tra Mr. Orange e Mr. White in Le Iene, di Quentin Tarantino.
- Nella scena in cui viene distrutta la casa, durante il rito pagano celebrato da Anya, si può notare per un breve istante una bestemmia in italiano scritta sulla schiena di Milo, citazione dal video di Nick The Stripper dei Birthday Party.